# Rauno Miettinen
Raunoo Martti Juhani Miettinen (ur. 25 maja 1949 w Kuopio) – fiński dwuboista klasyczny oraz skoczek narciarski, srebrny medalista olimpijski, trzykrotny medalista mistrzostw świata oraz dwukrotny mistrz świata juniorów w kombinacji.

## Kariera
Pierwszy sukces w karierze osiągnął w 1968, kiedy wywalczył indywidualnie złoty medali na mistrzostwach świata juniorów w Morez. Sukces ten powtórzył rok później, podczas mistrzostw w Bollnäs. W 1970 wystartował na mistrzostwach świata w Wysokich Tartach. Po skokach był siódmy, a w biegu uzyskał trzeci czas, co łącznie dało czwartą lokatę (brąz zdobył Wiaczesław Driagin).
W 1972 wystąpił na igrzyskach olimpijskich w Sapporo, gdzie zdobył srebrny medal w zawodach indywidualnych. Miettinena wyprzedził tylko Ulrich Wehling, a trzecie miejsce zajął Karl-Heinz Luck. Na japońskich igrzyskach Fin wystąpił także w obu konkursach skoków narciarskich, zajmując 32. pozycję na dużej skoczni, a na normalnym obiekcie był siedemnasty. Dwa lata później, podczas mistrzostw świata w Falun był szósty. Blisko medalu był także na igrzyskach w Innsbrucku w 1976, gdzie zajął czwartą pozycję po tym, jak przegrał rywalizację o brązowy medal z Konradem Winklerem. Po skokach Miettinen zajmował drugą pozycję, lecz nie zdołał jej obronić na trasie biegu. Wystartował także w konkursie skoków na dużej skoczni, gdzie zajął 21. miejsce.
Na mistrzostwach świata w Lahti w 1978 po skokach Fin znalazł się na prowadzeniu, z kilkoma punktami przewagi nad Winklerem. W biegu osiągnął gorszy wynik od Niemca i ostatecznie zdobył srebrny medal. Trzecie miejsce zajął ówczesny mistrz olimpijski – Ulrich Wehling. Swój najsłabszy wynik w kombinacji norweskiej na imprezach mistrzowskich zanotował w 1980, podczas igrzysk olimpijskich w Lake Placid. Po skokach zajął dopiero 24. pozycję, przy czym w biegu zdołał awansować tylko o jedno miejsce.
Na mistrzostwach świata w Oslo w 1982 zdobył kolejny medal. Indywidualnie zajął tam 10. pozycję, lecz w zawodach drużynowych wspólnie z Jouko Karjalainenem i Jormą Etelälahtim wywalczył srebrny medal. Po skokach zajmowali trzecie miejsce, z niewielką stratą do zajmujących drugie miejsce Norwegów. W biegu zdołali ich wyprzedzić, jednak po podliczeniu punktów okazało się, że Norwegowie i Finowie uzyskali identyczny wynik punktowy (1243.60 pkt), wobec czego srebrne medale przyznano obu drużynom.
W Pucharze Świata zadebiutował 17 grudnia 1983 w Seefeld. Zajął wtedy dziesiąte miejsce, tym samym zdobywając pierwsze pucharowe punkty już w swoim debiucie. Wystartował w czterech z sześciu pozostałych konkursów sezonu 1983/1984 jeszcze dwukrotnie plasując się w czołowej dziesiątce. W jednym z tych startów, 24 lutego 1984 w Falun wywalczył swoje jedyne pucharowe podium zwyciężając w konkursie rozgrywanym metodą Gundersena. W klasyfikacji generalnej zajął ostatecznie szóstą pozycję. W lutym 1984 wziął udział w igrzyskach olimpijskich w Sarajewie, gdzie po raz kolejny w karierze zajął czwarte miejsce. Miettinen był najstarszym uczestnikiem tego konkursu. Miesiąc później razem z Jukką Ylipullim i Jouko Karjalainenem zdobył kolejny srebrny medal podczas mistrzostw świata w Rovaniemi. Było to ostatnie trofeum w karierze Fina.
Ponadto wygrywał zawody w kombinacji podczas Holmenkollen Ski Festival w latach 1969, 1971, 1972, 1973 oraz 1978. Jest jednym z czterech sportowców, którzy wygrali te zawody pięciokrotnie. W latach 1976 i 1982 wygrał także fińskie zawody Salpausselän Kisat, a w latach 1974, 1975 i 1978 wygrywał niemiecki Schwarzwald Pokal. W 1972 otrzymał medal Holmenkollen wraz z norweskim biegaczem narciarskim Magne Myrmo.

## Osiągnięcia w kombinacji

### Igrzyska olimpijskie
| Miejsce | Dzień     | Rok  | Miejscowość | Konkurencja              | Wynik zwycięzcy | Strata      | Zwycięzca      |
| ------- | --------- | ---- | ----------- | ------------------------ | --------------- | ----------- | -------------- |
| 2.      | 5 lutego  | 1972 | Sapporo     | Indywidualnie K-90/15 km | 413.340 pkt     | -7.835 pkt  | Ulrich Wehling |
| 4.      | 9 lutego  | 1976 | Innsbruck   | Indywidualnie K-90/15 km | 423.39 pkt      | -12.09 pkt  | Ulrich Wehling |
| 23.     | 19 lutego | 1980 | Lake Placid | Indywidualnie K-90/15 km | 432.200 pkt     | -64.66 pkt  | Ulrich Wehling |
| 4.      | 12 lutego | 1984 | Sarajewo    | Indywidualnie K-90/15 km | 422.595 pkt     | -19.625 pkt | Tom Sandberg   |

### Mistrzostwa świata
| Miejsce | Dzień     | Rok  | Miejscowość   | Konkurencja              | Wynik zwycięzcy | Strata      | Zwycięzca      |
| ------- | --------- | ---- | ------------- | ------------------------ | --------------- | ----------- | -------------- |
| 4.      | 14 lutego | 1970 | Wysokie Tatry | Indywidualnie K-90/15 km | 410.50 pkt      | -8.10 pkt   | Ladislav Rygl  |
| 6.      | 19 lutego | 1974 | Falun         | Indywidualnie K-90/15 km | 421.14 pkt      | -16.92 pkt  | Ulrich Wehling |
| 2.      | 20 lutego | 1978 | Lahti         | Indywidualnie K-90/15 km | 435.24 pkt      | -3.58 pkt   | Konrad Winkler |
| 6.      | 19 lutego | 1982 | Oslo          | Gundersen K-90/15 km     | 426.600 pkt     | -19.090 pkt | Tom Sandberg   |
| 2.      | 26 lutego | 1982 | Oslo          | Sztafeta K-90/3x5 km     | 1295.92 pkt     | -52.32 pkt  | NRD            |
| 2.      | 18 marca  | 1984 | Rovaniemi     | Sztafeta K-90/3x5 km     | 1189.46 pkt     | -3.14 pkt   | Norwegia       |

### Mistrzostwa świata juniorów
| Miejsce | Dzień     | Rok  | Miejscowość | Konkurencja              | Wynik zwycięzcy | Strata | Zwycięzca |
| ------- | --------- | ---- | ----------- | ------------------------ | --------------- | ------ | --------- |
| 1.      | 3 lutego  | 1968 | Morez       | Indywidualnie K-90/15 km | ?               | -      | -         |
| 1.      | 28 lutego | 1969 | Bollnäs     | Indywidualnie K-90/15 km | ?               | -      | -         |

### Puchar Świata

#### Miejsca w klasyfikacji generalnej
- sezon 1983/1984: 6.

#### Miejsca na podium chronologicznie
| Nr | Data           | Miejscowość | Konkurencja         | Wynik zwycięzcy | Pozycja | Strata | Zwycięzca |
| -- | -------------- | ----------- | ------------------- | --------------- | ------- | ------ | --------- |
| 1. | 24 lutego 1984 | Falun       | Gundersen K90/15 km | 411.935 pkt     | 1.      | -      | -         |

## Osiągnięcia w skokach

### Igrzyska olimpijskie
| Miejsce | Dzień     | Rok  | Miejscowość | Konkurencja                     | Wynik zwycięzcy | Strata   | Zwycięzca        |
| ------- | --------- | ---- | ----------- | ------------------------------- | --------------- | -------- | ---------------- |
| 17.     | 6 lutego  | 1972 | Sapporo     | Skocznia normalna indywidualnie | 244,2 pkt       | 32,2 pkt | Yukio Kasaya     |
| 32.     | 11 lutego | 1972 | Sapporo     | Skocznia duża indywidualnie     | 219,9 pkt       | 49,2 pkt | Wojciech Fortuna |
| 21.     | 15 lutego | 1976 | Innsbruck   | Skocznia duża indywidualnie     | 234,8 pkt       | 49,4 pkt | Karl Schnabl     |